# Kersttoernooi driebanden van Zundert
Het Kersttoernooi van Zundert is een carambolebiljarttoernooi in de spelsoort driebanden dat vanaf 1977 jaarlijks rond de kerstdagen wordt gespeeld. Het is in eerste instantie een individueel toernooi maar wordt ook weleens beschouwd als een interland tussen Nederland en België. Recordwinnaar van het toernooi is Frédéric Caudron met twaalf toernooizeges.

## Uitslagen
| Jaar | Goud                   | Zilver                 | Brons                  |
| ---- | ---------------------- | ---------------------- | ---------------------- |
| 1977 | Ludo Dielis            | Christ van der Smissen | Raymond Ceulemans      |
| 1978 | Ludo Dielis            | Raymond Ceulemans      | Louis Havermans        |
| 1979 | Ludo Dielis            | Christ van der Smissen | Raymond Ceulemans      |
| 1980 | Raymond Ceulemans      | Ludo Dielis            | Christ van der Smissen |
| 1981 | Christ van der Smissen | Jos Bongers            | Jan Arnouts            |
| 1982 | Christ van der Smissen | Raymond Ceulemans      | Ludo Dielis            |
| 1983 | Raymond Ceulemans      | Jan Arnouts            | Ludo Dielis            |
| 1984 | Raymond Ceulemans      | Louis Havermans        | Jan Arnouts            |
| 1985 | Jan Arnouts            | Christ van der Smissen | Raymond Ceulemans      |
| 1986 | Christ van der Smissen | Raymond Ceulemans      | Louis Havermans        |
| 1987 | Dick Jaspers           | Raymond Ceulemans      | Harrie van de Ven      |
| 1988 | Raimond Burgman        | Frédéric Caudron       | Louis Havermans        |
| 1989 | Frédéric Caudron       | Ludo Dielis            | Dick Jaspers           |
| 1990 | Frans van Kuijk        | Ludo Dielis            | Raymond Ceulemans      |
| 1991 | Raymond Ceulemans      | Torbjörn Blomdahl      | Dick Jaspers           |
| 1992 | Torbjörn Blomdahl      | Ludo Dielis            | Sang Lee               |
| 1993 | Torbjörn Blomdahl      | Semih Saygıner         | Dick Jaspers           |
| 1994 | Torbjörn Blomdahl      | Raymond Ceulemans      | Ludo Dielis            |
| 1995 | Frédéric Caudron       | Dick Jaspers           | Ludo Dielis            |
| 1996 | Dick Jaspers           | Eddy Merckx            | Raymond Ceulemans      |
| 1997 | Frédéric Caudron       | Semih Saygıner         | Dick Jaspers           |
| 1998 | Semih Saygıner         | Dion Nelin             | Raymond Ceulemans      |
| 1999 | Frédéric Caudron       | Christian Rudolph      | Johan Loncelle         |
| 2000 | Dion Nelin             | Eddy Merckx            | Louis Havermans        |
| 2001 | Frédéric Caudron       | Gerwin Valentijn       | Semih Saygıner         |
| 2002 | Raymond Ceulemans      | Eddy Leppens           | Eddy Merckx            |
| 2003 | Eddy Merckx            | Frans van Kuijk        | Frédéric Caudron       |
| 2004 | Frédéric Caudron       | Eddy Merckx            | Nikos Polychronopoulos |
| 2005 | Frédéric Caudron       | Eddy Merckx            | Roland Forthomme       |
| 2006 | Jean Paul de Bruijn    | Frans van Kuijk        | Eddy Merckx            |
| 2007 | Eddy Merckx            | Roland Forthomme       | Peter de Backer        |
| 2008 | Frédéric Caudron       | Eddy Merckx            | Roland Forthomme       |
| 2009 | Eddy Merckx            | Filipos Kasidokostas   | Eddy Merckx            |
| 2010 | Frédéric Caudron       | Roland Forthomme       | Eddy Merckx            |
| 2011 | Raimond Burgman        | Roland Forthomme       | Frédéric Caudron       |
| 2012 | Frédéric Caudron       | Eddy Merckx            | Roland Forthomme       |
| 2013 | Frédéric Caudron       | Jean Paul de Bruijn    | Barry van Beers        |
| 2014 | Frédéric Caudron       | Eddy Leppens           | Roland Forthomme       |
| 2015 | Eddy Leppens           | Roland Forthomme       | Barry van Beers        |
| 2016 | Eddy Merckx            | Martin Horn            | Roland Forthomme       |
| 2017 | Murat Naci Çoklu       | Martin Horn            | Gerwin Valentijn       |
| 2018 | Dick Jaspers           | Frédéric Caudron       | Peter Ceulemans        |

## Medaillespiegel
Landenklassement
| Plaats | Land             | Goud | Zilver | Brons | Totaal |
| 1      | België           | 25   | 23     | 24    | 72     |
| 2      | Nederland        | 11   | 11     | 15    | 37     |
| 3      | Zweden           | 3    | 1      |       | 4      |
| 4      | Turkije          | 2    | 2      | 1     | 5      |
| 5      | Denemarken       | 1    | 1      |       | 2      |
| 6      | Duitsland        |      | 3      |       | 3      |
| 7      | Griekenland      |      | 1      | 1     | 2      |
| 8      | Verenigde Staten |      |        | 1     | 1      |
| Totaal | Totaal           | 42   | 42     | 42    | 126    |

Individueel klassement
| Plaats | Naam                   | Goud | Zilver | Brons | Totaal |
| 1      | Frédéric Caudron       | 12   | 2      | 2     | 16     |
| 2      | Raymond Ceulemans      | 5    | 5      | 6     | 16     |
| 3      | Eddy Merckx            | 4    | 6      | 4     | 14     |
| 4      | Ludo Dielis            | 3    | 4      | 4     | 11     |
| 5      | Christ van der Smissen | 3    | 3      | 1     | 7      |
| 6      | Dick Jaspers           | 3    | 1      | 4     | 8      |
| 7      | Torbjörn Blomdahl      | 3    | 1      |       | 4      |
| 8      | Raimond Burgman        | 2    |        |       | 2      |
| 9      | Semih Saygıner         | 1    | 2      | 1     | 4      |
| 10     | Frans van Kuijk        | 1    | 2      |       | 3      |
| 10     | Eddy Leppens           | 1    | 2      |       | 3      |
| 12     | Jan Arnouts            | 1    | 1      | 2     | 4      |
| 13     | Dion Nelin             | 1    | 1      |       | 2      |
| 13     | Jean Paul de Bruijn    | 1    | 1      |       | 2      |
| 15     | Murat Naci Çoklu       | 1    |        |       | 1      |
| 16     | Roland Forthomme       |      | 4      | 5     | 9      |
| 17     | Martin Horn            |      | 2      |       | 2      |
| 18     | Louis Havermans        |      | 1      | 4     | 5      |
| 19     | Gerwin Valentijn       |      | 1      | 1     | 2      |
| 20     | Jos Bongers            |      | 1      |       | 1      |
| 20     | Christian Rudolph      |      | 1      |       | 1      |
| 20     | Filipos Kasidokostas   |      | 1      |       | 1      |
| 23     | Barry van Beers        |      |        | 2     | 2      |
| 24     | Harrie van de Ven      |      |        | 1     | 1      |
| 24     | Sang Lee               |      |        | 1     | 1      |
| 24     | Johan Loncelle         |      |        | 1     | 1      |
| 24     | Nikos Polychronopoulos |      |        | 1     | 1      |
| 24     | Peter de Backer        |      |        | 1     | 1      |
| 24     | Peter Ceulemans        |      |        | 1     | 1      |
| Totaal | Totaal                 | 42   | 42     | 42    | 126    |